# Finn Ludt
Finn Ludt   (Fana, 16 de novembre de 1918 - Oslo, 3 d'agost de 1992) va ser pianista, compositor i crític musical noruec. Va fer el seu debut en el concert en Bergen el 1945 i va compondre diverses cançons, com "Blåklokkevikua", "Blåbærturen" i "Lillebrors visi" amb el text d'Alf Prøysen, "Vårherres klinkekule" i "Hildringstimen" d'Erik Bye, "Berre" d'Arnljot Egeasen i "Vanedrene". Va compondre ballets i música escènica, treballant per Det Norske Teatret i Radioteatret. Va ser crític musical per Morgenbladet de 1946.